# Axel Cnattingius
Axel Theodor Cnattingius, född 16 maj 1839 i Stockholm, död 17 maj 1897 i Marma by, Älvkarleby socken, var en svensk jägmästare, skogsskoleföreståndare och tidningsredaktör.
Axel Cnattingius, som var son till källarmästaren Jakob Axel Cnattingius, blev elev vid Norrköpings högre elementarläroverk 1850 och studerade vid Norrköpings lyceum 1855-1859. Redan under skoltiden intresserade han sig mycket för naturlära och insamlade tillsammans med sin skolkamrat Conrad Georg Holmerz fågelbon och ägg samt stoppade upp fåglar. De fick här hjälp och råd från den kände ornitologen jägmästare N. Lundborg. De sålde senare sin samling till Norrköpings elementarläroverk. 1860 inskrevs han son student vid Uppsala universitet, var elev vid skogsinstitutet 1862-1863 och blev 1863 extra överjägare i Östergötlands län. Cnattingius var 1865-1866 tillförordnad överjägare i Östergötlands län, 1866-67 tillförordnad överjägare i Norrbottens län, tillförordnad revirförvaltare inom Finspångs län, Gullbergs och Åkerbo härader 1867-1869 och därtill kontors- och lantmätarbiträde hos kommissionslantmätare A. V. Loden i Östergötland 1868.
Under sin jägmästartid fortsatte han att ägna sig åt sina ornitologiska intressen, särskilt under tiden i Norrbotten, och publicerade flera artiklar i Svenska jägarförbundets nya tidskrift. Han gjorde sig även känd som en god jägare och blev 1865 medlem av Karl XV:s jaktklubb. Efterhand blev han dock alltmer intresserad av skogsvården.
Cnattingius var 1869-1874 lärare vid Haddarps lantbruksskola, tillförordnad jägmästare i Hunnebergs revir och föreståndare för Haddarps skogsskola 1869-1876 och från 1870 tillförordnad jägmästare i Haddarps revir. Han grundade 1873 Tidskrift för skogshushållning  och var 1873-1894 tidningens redaktör, 1873-75 utgavs den i Vänersborg, 1876-80 i Uppsala och 1881-94 i Stockholm. Under 1875 var han under tre månader sekreterare i skogsstyrelsen. Genom tjänstebyte blev Cnattingius 1876 jägmästare i Örbyhus revir och föreståndare för Tierps, senare Marma skogsskola. Han var även redaktör för Skogsvännen 1876-1894. Därtill sekreterare vid fjärde allmänna skogsmötet i Stockholm 1879.
Cnattingius var även intendent för Marma skjutfält 1880-95, korresponderande ledamot av Svenska jägarförbundet och blev 1887 riddare av Vasaorden.
Bland hans många skogsvetenskapliga arbeten märks främst Svenskt skogslexikon (1894) och Öfversigt af svenska skogsliteraturen, bibliografiska studier (1877).